# Hysen Zmijani
Hysen Zmijani (ur. 29 kwietnia 1963 w Szkodrze) – piłkarz albański grający na pozycji pomocnika. W swojej karierze rozegrał 36 meczów w reprezentacji Albanii i strzelił w nich 2 gole.

## Kariera klubowa
Swoją karierę piłkarską Zmijani rozpoczął w klubie Vllaznia Szkodra. W sezonie 1982/1983 zadebiutował w nim pierwszej lidze albańskiej. W zespole Vllazni występował do końca sezonu 1989/1990. Wraz z Vllaznią wywalczył mistrzostwo Albanii w 1983 roku. Z kolei w 1987 roku zdobył Puchar Albanii.
Latem 1990 roku Zmijani przeszedł z Vllazni do francuskiego klubu Gazélec Ajaccio. W 1993 roku spadł z nim z drugiej do trzeciej ligi.
W 1994 roku Zmijani został zawodnikiem saudyjskiego An-Nassr. W sezonie 1995/1996 grał w FC St. Pauli w niemieckiej Bundeslidze. W 1996 roku zakończył karierę.

## Kariera reprezentacyjna
W reprezentacji Albanii Zmijani zadebiutował 17 października 1984 roku w przegranym 1:3 spotkaniu eliminacji do MŚ 1986 z Belgią. W swojej karierze grał też w eliminacjach do Euro 88, MŚ 1990, Euro 92, MŚ 1994 i Euro 96. Od 1984 do 1995 roku rozegrał w kadrze narodowej 36 spotkanń i strzelił w nich 2 gole.